# Lennart Stenflo
Carl Lennart Stenflo, född den 27 november 1939, är professor i plasmafysik vid Umeå universitet sedan 1971. Han är dessutom bland annat ledamot i Kungliga Vetenskapsakademien samt utländsk ledamot i Rysslands Vetenskapsakademi.
Hans verksamhet har tillägnats tre internationella konferenser: 1999 i Faro, Portugal, "Nonlinear plasma science; in honour of professor Lennart Stenflo" och 2004 i Trieste, Italien, "Nonlinear physics in action; in honour of professor Lennart Stenflo on his 65th birthday" samt 2009 i Trieste, Italien, "New Developments in Nonlinear Plasma Physics;in honor of professor Lennart Stenflo's 70th Birthday". De två första konferensbidragen finns i den vetenskapliga tidskriften Physica Scripta, volymerna T82 (1999) resp. T113 (2004),samt i boken " New Developments in Nonlinear Plasma Physics" som gavs ut 2009 av American Institute of Physics (AIP).